# Велимир Валожић
Велимир Валожић (рођен Валаух Лоренц; Литомишл, 1814 — Београд, 28. децембар 1887) био је књижар и издавач у Кнежевини Србији, пореклом Чех. Стручњаци га сврставају у групу "Савременији књигопродавци". Његова књижара се налазила на Варош-капији, на углу Поп Лукине и Косанчићевог венца, срушена је 1939.
Његови синови су Милош Валожић и Душан Валожић, ћерке Ружица и Анђа, зет Венцеслав Бајлони био је син индустријалца Игњата.